# La Bastida de Murat
La Bastida de Murat o La Bastida Fortunièra (en francès Labastide-Murat) és un municipi francès situat al departament de l'Òlt i a la regió d'Occitània.

## Demografia
| 1962                                       | 1968 | 1975 | 1982 | 1990 | 1999 | 2007 |
| ------------------------------------------ | ---- | ---- | ---- | ---- | ---- | ---- |
| 657                                        | 687  | 700  | 732  | 610  | 690  | 631  |
| Des de 1962: població sense dobles comptes |      |      |      |      |      |      |

## Administració
| Període | Identitat              | Partit |
| ------- | ---------------------- | ------ |
| 2001-   | Lucien-Georges Foissac | PS     |

## Personalitats lligades al municipi
- Joachim Murat, mariscal napoleònic
- Fèlix Castanh